# Falconer
Falconer foi uma banda sueca de folk/power metal, formada em 1999 pelo guitarrista do Mithotyn, Stefan Weinerhall.

## Origens
Quando a banda Mithotyn foi dissolvida em 1999, Stefan planejava formar uma banda de metal melódico influenciada pelo folk, assim como seu projeto anterior, mas com o foco em voz clara ao invés de vocais guturais. Um demo foi gravado utilizando uma bateria eletrônica, e o cantor/ator sueco Mathias Blad concordou em gravar os vocais como membro temporário. Após enviar as demos para as gravadoras, o baterista Karsten Larsson (também ex-Mithotyn) juntou-se à formação, e Mathias se tornou membro permanente da banda. Eventualmente, a banda assinou contrato com a gravadora Metal Blade Records.
Esta gravação demo foi enviada para diferentes gravadoras de toda a Europa e depois de algum tempo a banda fechou com a Metal Blade Records.
Em novembro de 2000, a banda entrou no estúdio Los Irritado (Suécia) com Andy LaRocque e Jacob Hansen por trás dos botões. Foi um período de três semanas, durante uma hora de música, de modo que o calendário era muito apertado. A banda ficou satisfeito com o resultado.
O álbum Falconer foi lançado em março na Europa e maio nos Estados Unidos. Em 2017, o portal Loudwire o elegeu como o 14º melhor disco de power metal de todos os tempos. Após o próximo álbum, eles iriam contratar mais algumas pessoas para preencher a formação. No meio do ano, a banda ensaiou mais material para o próximo álbum. 
Exatamente um ano após a última visita a banda voltou ao estúdio Los Angered. Nove faixas e uma faixa bônus foi gravada e mixados durante um período de 24 dias. O primeiro álbum tinha faltado distribuição no Japão, mas o problema foi resolvido. O novo álbum, que se chama Chapters From a Vale Forlorn, foi lançado em 7 de fevereiro no Japão e em 11 de março na Europa e nos E.U.A.
A banda tocou no Wacken, no Rock Machina, e no Festival Bang Your Head durante o verão. Depois disso, mais e mais propostas e ofertas para fazer shows apareceram. Neste momento, o Falconer percebeu que eles teriam de cancelar turnês e shows no futuro. Mathias, tendo visto calendário para o próximo ano, percebeu que não teria muito tempo para mais nada do que a sua ocupação principal: teatro e musicais. Portanto, se o resto da banda queria continuar, eles tinham de buscar um novo vocalista, embora soubessem que grande parte do interesse pela banda estava apenas por Mathias.
Em novembro de 2002, eles encontraram Kristoffer Göbel, também o vocalista da banda Destiny. Ao mesmo tempo, os músicos entraram para a banda permanentemente. Durante a primavera escreveram novo material. Finalmente chegou o mês de maio, e durante cinco semanas, Falconer retornou para Los Angered para registrar The Sceptre Of Deception. Terceiro álbum da banda, The Sceptre of Deception foi lançado em 6 de Outubro de 2003.
Após o lançamento do álbum, dificuldades internas provocadas por problemas com a programação de ensaios surgiram na banda e ambos, Anders Johansson e Peder, foram retirados. Eles foram substituídos eventualmente por Jimmy Hedlund e Magnus Linhardt, respectivamente. Com esta nova formação, Falconer gravou Grime Vs. Grandeour.

### De volta às raízes
Em novembro de 2005, Kristoffer Göbel anunciou através do fórum Falconer que tinha sido despedido, e logo Mathias Blad confirmou que tinha sido recontratado. Tiveram gravações ao longo de 2006, e um novo álbum chamado Northwind foi lançado em setembro do mesmo ano.
Em em 6 de junho de 2014 o Falconer lançou seu oitavo álbum. intitulado Black Moon Rising, via Metal Blade Records. O álbum foi gravado no Sonic Train Studios, em Varberg, Suécia, e a produção foi de Andy La Rocque, guitarrista do King Diamond.

## Integrantes
Atual formação
- Mathias Blad – vocal, teclado (1999-presente)
- Stefan Weinerhall – guitarras, teclado, backing vocals (1999-presente)
- Karsten Larsson – bateria (1999-presente)
- Jimmy Hedlund – guitarra, backing vocals (2004-presente)
- Magnus Linhardt – baixo (2004-presente)

Antigos membros
- Kristoffer Göbel – vocal (2003-2005)
- Anders Johansson – guitarra (2002-2004)
- Peder Johansson – baixo  (2002-2004)

## Álbuns
- 2001 – Falconer
- 2002 – Chapters From a Vale Forlorn
- 2003 – The Sceptre of Deception
- 2005 – Grime vs. Grandeour
- 2006 – Northwind
- 2008 – Among Beggars and Thieves
- 2011 – Armod
- 2014 – Black Moon Rising
- 2020 – From a Dying Ember